# آنجلیکا هلمان
آنجلیکا هلمان (آلمانی: Angelika Hellmann) ژیمناست کناره‌گرفتهٔ آلمانی است. او مدال‌های نقره و برنز تیمی المپیک را به‌ترتیب برای بازی‌های المپیک تابستانی ۱۹۷۲ و بازی‌های المپیک تابستانی ۱۹۷۶ و همچنین مدال طلای مسابقات قهرمانی اروپا (۱۹۷۳ لندن) را در کارنامه دارد.